# پاول دمان
پاول دمان (انگلیسی: Paul Deman; ۲۵ آوریل ۱۸۸۹ – ۳۱ ژوئیهٔ ۱۹۶۱) دوچرخه‌سوار اهل بلژیک بود.